# Grandfather’s Journey

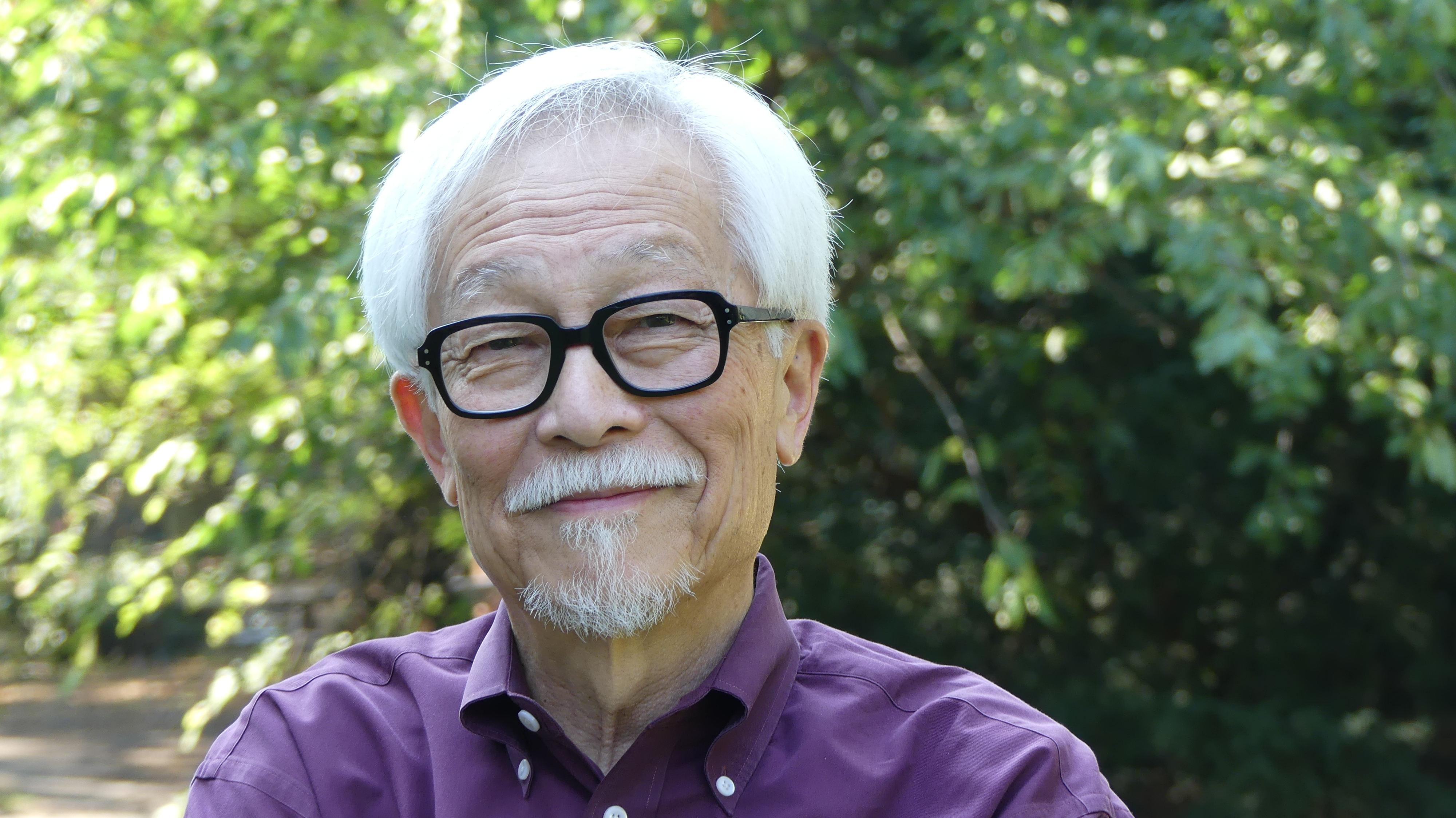
Allen Say (2006 beim Kinder- und Jugendprogramm des 16. Internationalen Literaturfestivals Berlin)

Grandfather’s Journey ist ein Bilderbuch des US-amerikanisch-japanischen Schriftstellers Allen Say. Say erzählt die Geschichte seines Großvaters, der sowohl in Japan als auch in Kalifornien zuhause war und egal, wo er sich aufhielt, das jeweils andere Land vermisste. Es weist autobiografische Züge auf.
Grandfather’s Journey wurde am 1. Oktober 1993 beim amerikanischen Verlag Houghton Mifflin in amerikanischer Sprache veröffentlicht, umfasst 32 Seiten und wurde in insgesamt vier Sprachen übersetzt. Grandfather’s Journey ist das 15. Buch von Say und wurde 1994 mit der Caldecott Medal als herausragendstes Bilderbuch des Jahres ausgezeichnet.

## Inhalt
Say erzählt in Grandfather’s Journey von dem Gefühl der inneren Zerrissenheit, das mit dem Bedürfnis verbunden ist, sich an mehreren Orten gleichzeitig befinden zu wollen. Die stark autobiografisch geprägte Geschichte beginnt mit der Reise seines Großvaters über den Pazifik nach Nordamerika. In westlicher Kleidung erreicht er das unbekannte Land, das er von nun an mit dem Zug, dem Schiff oder zu Fuß bereist. Dabei sieht er die Wüste mit ihren faszinierend geformten Felsen, endlose Kornfelder, hochaufragende Berge und klare Flüsse, aber auch die riesigen Städte mit den qualmenden Fabriken. Says Großvater lernt viele Leute aus unterschiedlichen Ländern kennen und je mehr er sieht, desto mehr möchte er reisen. Am besten gefällt ihm jedoch Kalifornien. Er liebt die Kraft der Sonne, die Sierra Mountains und die Küste. Nach einer Weile kehrt er in sein japanisches Heimatdorf zurück, um seine Jugendliebe zu heiraten in sie mit nach Nordamerika zu nehmen. Sie ziehen nach San Francisco und bekommen bald darauf eine Tochter. Je älter sie wird, desto mehr beginnt Says Großvater an seine eigene Kindheit und seine alten Freunde zu denken. Als seine Tochter fast erwachsen ist, kehrt Says Großvater mit seiner Familie nach Japan zurück. Er kauft ein Haus in einer Großstadt, dort verliebt sich eine Tochter und heiratet. Bald darauf wird Allen Say selbst geboren. Sein Großvater erzählt ihm viele Geschichten über Kalifornien und sehnt sich danach, das Land noch einmal zu sehen. Doch dann bricht der Zweite Weltkrieg aus und er kann seine Reisepläne nicht mehr verwirklichen. Sein Haus wird zerstört und Says Großvater zieht in das Dorf, in dem er aufwuchs. Er sollte Kalifornien nie wiedersehen. Doch es ist das Schicksal seines Enkels, dass dieser als Sechzehnjähriger selbst in das Land auswandert, das sein Großvater so liebte.

## Literarische Kritik
- „Elegantly honed text accompanies large, formally composed paintings … The tranquility of the art and the powerfully controlled prose underscore the profundity of Say’s themes.“ Publishers Weekly, 25. Oktober 1993[3]
- „In lucid, graceful language, he chronicles these passages, reflecting his love of both countries … Lovely, quiet—with a tenderness and warmth new to this fine illustrator’s work.“ – Kirkus Review, 1. Oktober 1993[4]

## Nominierungen und Auszeichnungen
| Datum | Nominierung / Auszeichnung |
| ----- | -------------------------- |
| 1994  | Caldecott Medal            |

## Öffentliche Buchpräsentationen
Das Buch wurde beim Kinder- und Jugendprogramm des 16. Internationalen Literaturfestivals Berlin im September 2016 als internationale Premiere in Anwesenheit des Schriftstellers vorgestellt.